# Гендерсон (Нью-Йорк)
Гендерсон (англ. Henderson) — місто (англ. town) в США, в окрузі Джефферсон штату Нью-Йорк. Населення — 1438 осіб (2020).

## Демографія
Згідно з переписом 2010 року, у місті мешкало 1360 осіб у 578 домогосподарствах у складі 383 родин. Було 1657 помешкань
Расовий склад населення:
| - 95,9 % — білих - 0,6 % — чорних або афроамериканців - 0,2 % — азіатів - 0,1 % — вихідців з тихоокеанських островів - 0,1 % — корінних американців |

До двох чи більше рас належало 2,5 %. Частка іспаномовних становила 2,3 % від усіх жителів.
За віковим діапазоном населення розподілялося таким чином: 21,1 % — особи молодші 18 років, 58,9 % — особи у віці 18—64 років, 20,0 % — особи у віці 65 років та старші. Медіана віку мешканця становила 47,0 року. На 100 осіб жіночої статі у місті припадало 102,4 чоловіків;  на 100 жінок у віці від 18 років та старших — 104,0 чоловіків також старших 18 років.
Середній дохід на одне домашнє господарство  становив 83 534 долари США (медіана — 64 250), а середній дохід на одну сім'ю — 97 512 долари (медіана — 77 188). Медіана доходів становила 44 643 долари для чоловіків та 30 809 доларів для жінок. За межею бідності перебувало 5,2 % осіб, у тому числі 3,5 % дітей у віці до 18 років та 5,4 % осіб у віці 65 років та старших.
Цивільне працевлаштоване населення становило 660 осіб. Основні галузі зайнятості: освіта, охорона здоров'я та соціальна допомога — 19,5 %, роздрібна торгівля — 18,8 %, сільське господарство, лісництво, риболовля — 12,3 %, будівництво — 10,2 %.